# Villard-de-Lans
Villard-de-Lans este o comună în departamentul Isère din sud-estul Franței. În 2009 avea o populație de 4.031 de locuitori.

## Evoluția populației
| An        | 1975  | 1982  | 1990  | 1999  | 2006  | 2009  |
| --------- | ----- | ----- | ----- | ----- | ----- | ----- |
| Populație | 3.258 | 3.224 | 3.346 | 3.798 | 4.088 | 4.031 |